# 康西诺·孔奇尼
康西诺·孔奇尼，昂克尔侯爵（1575年？月？日—1617年4月24日），意大利冒险家和政治家。路易十三時的法國首席大臣，头7年中他曾主宰法国政府。

## 生平
孔奇尼出生于佛罗伦萨，1601年與法國國王亨利四世王后玛丽·德·美第奇的義姐妹萊奧諾拉·多里·加利蓋(Leonora Dori Galigai)結婚，与其妻同对玛丽·德·美第奇有重大影响，亨利四世多次揚言要把他逐出宮廷。
1610年，路易十三即位后，由皇太后玛丽·德·美第奇摄政，孔奇尼成為首席大臣，并被皇太后封为昂克尔侯爵及法国元帅。1617年路易十三下令暗杀孔奇尼，逮捕他的亲信，肃清反对势力，开始亲政。皇太后被迫交出權力並退居於布盧瓦。孔奇尼首席大臣之位由路易十三的親信吕伊内公爵繼任。
其妻萊奧諾拉·多里·加利蓋被控以施行巫術，被囚禁於布盧瓦，其後更在巴黎的市政廳廣場被斬首。其子當時只有十二歲，逃離法國，但是在1631年在佛羅倫薩被殺。
- 本条目包含来自公有领域出版物的文本: Chisholm, Hugh (编).  (第11版). London: Cambridge University Press. 1911.